# Cuatro pilares del destino

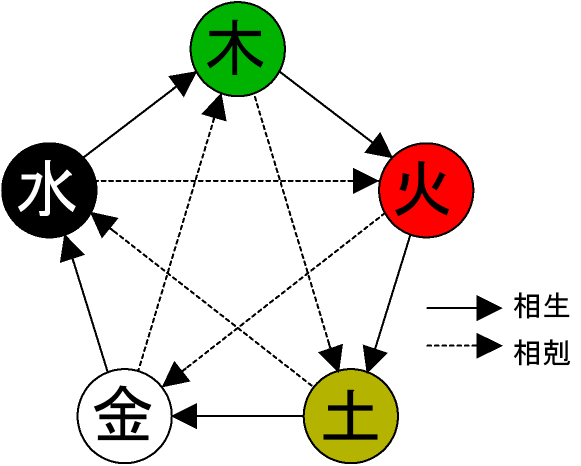
Los 5 elementos y sus interacciones entre ellos.

Los Cuatro pilares del destino (también denominados como Carta Natal china o Carta Natal Ba Zi) es un tipo de cultura china que describe los cuatro componentes que supuestamente crean el destino de una persona.

## Historia

Fēngshuǐ escrito en caracteres chinos simplificados.

En la antigua China, cuando los hijos varones llegaban a ser mayores de edad, estaban obligados a realizar un examen denominado examen imperial donde el resultado no iba a depender únicamente del resultado académico del examinante sino que además entraban en juego unos exhaustivos estudios de sus Cuatro Pilares del destino.
En ese momentos los examinadores imperiales observaban con detenimiento la compatibilidad de sus cartas natales y si su destino tenía la importancia o no que el cargo requería ya que sus creencias afirmaban que en ese momento se podía ver la aptitud de cada persona y su relación con el mundo.
Los Cuatro pilares del destino son el resultado de la energía del año, del mes, del día y la hora de nacimiento.

## Componentes
La metafísica del país defiende la idea de que la suerte de cada persona queda determinada por tres componentes:
1. La suerte de la Tierra.
2. La suerte del Hombre.
3. La suerte del Cielo.

### La suerte de la Tierra
La suerte de la Tierra es el sector del feng shui que hace referencia a las energías que el hombre recibe de la Tierra.

### La suerte del Hombre
La suerte del Hombre hace referencia a las propias acciones y pensamientos del hombre.

### La suerte del Cielo
La suerte del Cielo hace referencia a las fluctuaciones del flujo del Qì en el tiempo y como transportarse de la mejor manera por estas corrientes.

## Pilares

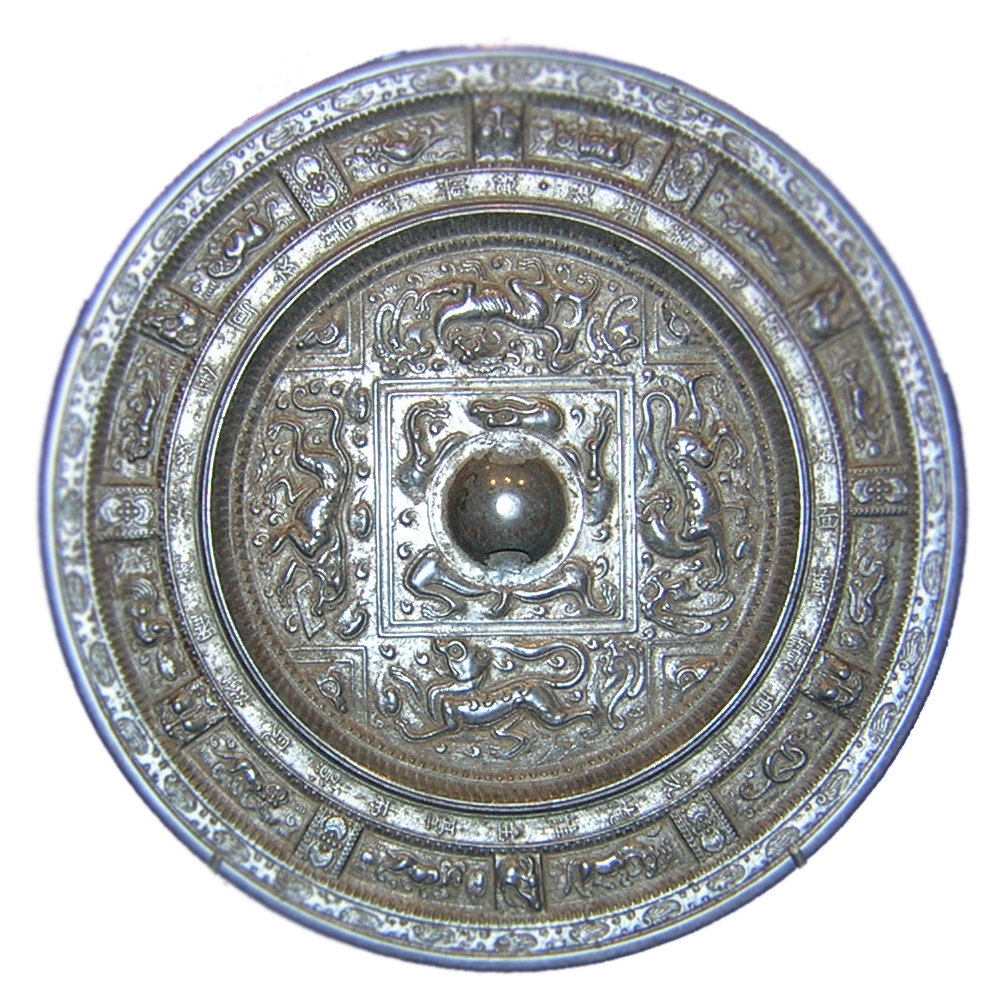
Espejo con las doce divisiones del Zodiaco chino.

Los Cuatro pilares del destino quedan determinados por:
1. El día de nacimiento.
2. El mes de nacimiento.
3. El año de nacimiento.
4. La hora de nacimiento.

### El día de nacimiento
El día de nacimiento es el pilar más importante y hace referencia a la representación del yo, al ego mismo, a la personalidad y a las actividades.

### El mes de nacimiento
El mes de nacimiento es el segundo pilar y hace referencia a las personas más allegadas de la persona como los padres.

### El año de nacimiento
El año de nacimiento es el tercer pilar y es el pilar más externo que hace referencia a los abuelos y a los antepasados.

### La hora de nacimiento
La hora de nacimiento es el cuarto pilar y hace referencia a las personas dependientes de nosotros como hijos o empleados a nuestro cargo, así como a lo que fabricamos o producimos y al resultado de nuestras acciones.